# Richard Oesterhelt
Karl Richard Oesterhelt (* 3. Juli 1879 in Walddorf, Landkreis Glatz, Provinz Schlesien; † Februar 1946 in Mühlberg/Elbe) war ein deutscher Verwaltungsjurist.

## Leben
Oesterhelt studierte an der Universität Leipzig Rechtswissenschaft. 1901 wurde er im Corps Saxonia Leipzig recipiert. 1907 wurde er in Leipzig zum Dr. iur. promoviert. 1925–1934 war er Amtshauptmann der Amtshauptmannschaft Flöha. Ab 20. November 1934 war er knapp drei Jahre Amtshauptmann der Amtshauptmannschaft Oschatz. Am 16. August 1937 wurde er zum Kreishauptmann der Kreishauptmannschaft Zwickau ernannt. Nach der Umbenennung der Gebietskörperschaften in Sachsen zum 1. Januar 1939 war Oesterhelt Regierungspräsident im Regierungsbezirk Zwickau. Im November 1944 trat er in den Ruhestand. Er starb mit 67 Jahren im Speziallager Nr. 1 Mühlberg.
Oesterhelt II (rec. 1919), vermutlich sein Sohn, starb am 30. März 1968.